# Foto-scenografo
Il foto-scenografo (photo-scénographe, in francese) è uno strumento ottico inventato da Charles-Émile Reynaud nel 1895 per la ripresa di fotopitture animate, ovvero una sequenza di fotografie su lastra di vetro in movimento, proiettate successivamente attraverso il teatro ottico al Museo Grévin di Parigi tra il 1896 e il 1900. Si tratta di fatto di una macchina da presa successiva all'invenzione del cinématographe ma concettualmente ascrivibile all'ambito del precinema.

## Storia

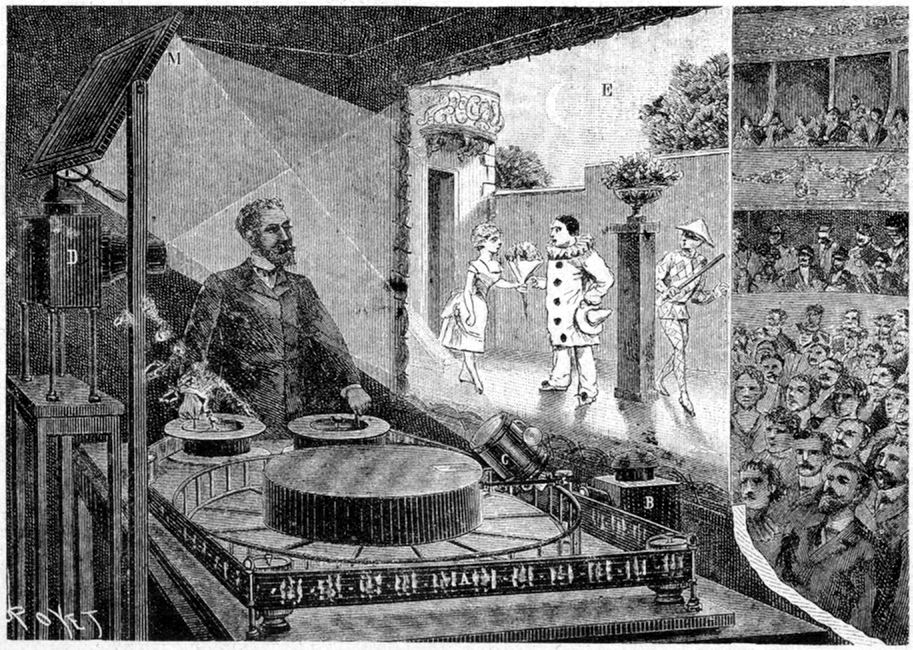
Prima proiezione pubblica del teatro ottico nel 1892

Nel 1888 Charles-Émile Reynaud, quale evoluzione del prassinoscopio, perfeziona un proiettore simile ai proiettori che sarebbero stati usati per le proiezioni cinematografiche qualche anno più tardi. Il 28 ottobre 1892, Reynaud dà la prima proiezione pubblica di uno spettacolo di immagini in movimento al museo Grévin di Parigi. Lo spettacolo, annunciato come "pantomime luminose" (Pantomimes Lumineuses, in francese), comprende tre sequenze animate: Pauvre Pierrot, Un bon bock e Le clown et ses chiens, ciascuno costituito da 500-700 lastre di vetro dipinte individualmente dallo stesso Reynaud e della durata di circa 15 minuti. Reynaud, inoltre, opera come proiezionista e lo spettacolo è accompagnato da un commento sonoro composto ed eseguito da Gaston Paulin. Per le "pantomime luminose", infatti, oltre all'esecuzione di rumori come commento alle immagini, viene anche composta una vera e propria colonna sonora musicale.
Le "pantomime luminose" prodotte da Reynaud per il teatro ottico, furono in tutto cinque: Un bon bock (1888), Le clown et ses chiens (1890), Pauvre Pierrot (1891), Autour d'une cabine (1893), Un rêve au coin du feu (1894). Di queste, tuttavia, ne sono sopravvissute solamente due, Pauvre Pierrot e Autour d'une cabine, poiché Reynaud stesso ha gettato le altre tre nella Senna in un momento di disperazione.
Successivamente alla nascita del cinema e delle "fotografie in movimento", anche Reynaud è costretto a piegarsi a questa nuova moda e realizza per il suo teatro ottico quelle che chiama "fotopitture animate". Si tratta di animazioni realizzate con sequenze di fotografie dipinte a mano, utilizzate al posto dei disegni. Per la ripresa si serve un nuovo strumento ottico da lui stesso inventato nel 1895: il foto-scenografo.
Reynaud realizza una prima prova riprendendo i suoi due figli sul balcone della casa in cui abita con la famiglia al numero 58 di rue Rodier. Reynaud ne realizza successivamente un montaggio che presenta ai membri del consiglio d'amministrazione del Museo Grévin, proiettandolo con il teatro ottico. In seguito alla visione di questo "filmato", viene allora deciso di produrre la prima fotopittura animata ingaggiando i due clown Footit e Chocolat per la realizzazione di Guillaume Tell (1896).
Dopo aver modificato l'apparecchio Reynaud realizza una nuova prova riprendendo un filmato alla stazione ferroviaria di Champigny. Il consiglio d'amministrazione del Museo Grévin permette a Reynaud di realizzare così la seconda fotopittura animata, Le premier cigare, ingaggiando il comico Félix Galipaux.
Oltre al Guillaume Tell, verranno prodotte altre due fotopitture animate: Le premier cigare (1897) e Les clowns Price (1898). Per la proiezione della terza Reynaud elabora un nuovo apparecchio, un "proiettore continuo a specchi oscillanti", ma il risultato non lo soddisfa e perciò abbandona la nuova invenzione e la stessa fotopittura animata non verrà mai proiettata.
Successivamente alla presentazione di Guillaume Tell, le proiezioni di pantomime luminose e fotopitture animate, le due forme di spettacolo verranno presentate assieme. L'ultima proiezione avviene l'8 febbraio del 1900.

## Principio di funzionamento
Il foto-scenografo è un dispositivo di ripresa a scorrimento orizzontale di dimensioni piuttosto ampie, che occupa la superficie di tavolo. L'obiettivo è posto al centro, mentre le due bobine, su cui scorre la banda sensibile, sono poste lateralmente. Per la realizzazione del suo strumento Reynaud si ispira concettualmente al chronophotographe a banda mobile di Étienne-Jules Marey.
Con questo prototipo realizza la prima prova, riprendendo suo figlio sul balcone della casa dove abita con la famiglia al numero 58 di rue Rodin, e la prima fotopittura animata, Guillaume Tell, nel 1896. Successivamente modifica l'apparecchio mettendolo in verticale, e realizza così un'altra prova alla stazione ferroviaria di Champigny e la successiva fotopittura, Le premier cigare, nel 1897.

## Filmografia
- Guillaume Tell (1896)
- Le premier cigare (1897)
- Les clowns Price (1898)